# 나태주 (연예인)
나태주(羅太柱, 1990년 12월 21일 ~ )는 대한민국의 트로트 가수, 태권도 선수 겸 배우이다.

## 생애
- 2010년 영화 히어로를 통해 연기자로 데뷔하였으며, 2011년 영화 더 킥, 2015년 할리우드 영화 팬(Pan)에 출연하였다.

- 태권도 선수로서는 2018년 세계 태권도 품새 선수권대회 자유품새 부문 우승, 최우수선수상을 수상하였다.

- 2019년부터 혼성 아이돌 그룹 K타이거즈 제로의 멤버로 활동하고 있으며, 2020년 내일은 미스터트롯을 통해 트로트 가수로서의 전환점을 맞이했다.

- 같은 해 9월, 첫 번째 미니앨범 '인생열차'를 발매하고 트로트 가수로 활동하고 있다.

## 학력
- 서울응암초등학교 1997~2003
- 충암중학교 2003~2006
- 충암고등학교 2006~2009
- 경희대학교 태권도학과

## 홍보 대사
- 원주 원예농협하나로클럽 홍보대사

## 연기 활동

### 영화
- 2010년 《히어로》 ... 정우 역
- 2011년 《더 킥》 ... 문태양 역
- 2015년 《팬》 ... 과후 역

### 드라마
- 2020년 《좀비탐정》 (KBS2) ... 태권도 사범 역 (특별출연)
- 2021년 《두 번째 남편》 (MBC) (특별출연)

## 방송 활동
- 2024년 《1박2일 시즌4》- 게스트
- 2023년 《태군노래자랑》 - 가수 박군과 태군노래자랑 공동진행
- 2023년 《익스큐수미:일단 잡숴봐》 - 에릭남 하차로 인해 중간투입 고정출연
- 2022년 《딩동댕 유치원》- 다다샘(고정출연)
- 2022년 《아트싱어》- 고정패널
- 2022년 《아는형님》- 게스트
- 2021년 《뽕디스파뤼》(굿피플)- 게스트
- 2021년 《태권도문화페스티벌》- 심사위원
- 2021년 《트롯 전국체전》-gala 게스트
- 2021년 《생방송 행복드림 로또 6/45》- 게스트 945회
- 2020년 《개는 훌륭하다》- 게스트
- 2020년 《뭉쳐야 찬다》- 게스트
- 2020년 《TMI NEWS》- 게스트
- 2020년 《밥은 먹고 다니냐?》- 게스트
- 2020년 《미스터트롯》- 참가자
- 2020년 《아빠본색》- 게스트
- 2020년 《아내의 맛》- 게스트
- 2020년 《신청곡을 불러드립니다 - 사랑의 콜센타》- 게스트
- 2020년 《보니하니》- 게스트
- 2020년 《행복한 아침》- 게스트
- 2020년 《TV는 사랑을 싣고》- 게스트
- 2020년 《위플레이 시즌2》- 게스트
- 2020년 《전지적 참견 시점》- 게스트
- 2020년 《슈퍼맨이 돌아왔다》-도연우 롤모델

## 음반
- 2011년 The Kick
- 2019년 9월 희로애락
- 2020년 3월 사랑애
- 2020년 9월 인생열차

## 수상
- 2008년 제3회 동아대학교총장배 전국 태권도 품새대회 단체전 1위